# پایان کامل (آلبوم آبیچوآری)
پایان کامل (به انگلیسی: The End Complete) سومین آلبوم استدیویی از گروه دث-متال آمریکایی آبیچوآری است. این آلبوم در ۲۱ آوریل ۱۹۹۲ میلادی منتشر شد. پایان کامل با بازگشت آلن وست، گیتاریست پیشین گروه که در آلبوم آغازین نیز همکاری داشت، شناخته می‌شود.
پایان کامل پرفروشترین آلبوم آبیچوآری با بیش از دویست هزار نسخه در ایالات متحده و بیش از پانصد و پنجاه هزار نسخه به فروش رسیده در سطح جهان است. همچنین که لوگوی معرفی شده گروه با این آلبوم بیشترین فروش لباس طرح‌دار در تاریخ رودرانر ریکوردز را از آن خود دارد.
نماهنگی برای قطعهٔ هم‌نام آلبوم نیز ساخته شده‌است.

## فهرست قطعات
| ترتیب | عنوان             | موسیقی                  | زمان  |
| ----- | ----------------- | ----------------------- | ----- |
| ۱.    | من در رنجم        | پرز/دی. تاردی/جی. تاردی | ۴:۰۱  |
| ۲.    | بازگشت به یک      | دی. تاردی/وست           | ۳:۴۲  |
| ۳.    | سکوت درحد مرگ     | دی. تاردی/وست           | ۳:۲۱  |
| ۴.    | در پایان زندگی    | پرز/دی. تاردی/جی. تاردی | ۳:۴۱  |
| ۵.    | مریضی             | پرز/دی. تاردی/جی. تاردی | ۴:۰۶  |
| ۶.    | خورنده            | پرز/دی. تاردی/جی. تاردی | ۴:۱۱  |
| ۷.    | زمان کشتار        | دی. تاردی/وست           | ۳:۵۹  |
| ۸.    | پایان کامل        | پرز/دی. تاردی/جی. تاردی | ۴:۰۳  |
| ۹.    | راه‌های درحال فساد | دی. تاردی/وست           | ۵:۱۳  |
|       |                   |                         | ۳۶:۱۷ |

| ترتیب | عنوان             | زمان |
| ----- | ----------------- | ---- |
| ۱۰.   | من در رنجم (زنده) | ۴:۴۹ |
| ۱۱.   | زمان کشتار (زنده) | ۴:۰۱ |

## دست اندر کاران
جان تاردی - خواننده
آلن وست - نوازنده لید گیتار
تروور پرز - نوازنده ریتم گیتار
فرانک واتکینز - بیس‌نواز
دونالد تاردی - درام‌زن